# Prisión 42
La Prisión 42 es el nombre de una prisión ficticia en Marvel Comics. También es conocida como Wonderland e Isla Fantasía.

## Historia
Cuando llegó a la historia la Guerra Civil, una nueva prisión de máxima seguridad para individuos superpoderosos fue creada por el gobierno en el lugar mismo del que ningún superhumano podía escapar sin ayuda ... la Zona Negativa. La Prisión fue apodada "Isla Fantasía" por sus presos y "Prisión 42" por sus diseñadores Tony Stark y Reed Richards, como había sido su 42da idea de cien de 'Un País más Seguro' tras el Desastre de Stamford. A pesar de que sufrió una fuga importante de los Vengadores Secretos, causando la liberación de todos sus superhéroes no registrados, Tom Brevoort ha declarado que el 'Proyecto 42' permanece como una prisión para supervillanos particularmente poderosos, mientras que para los asiduos "Todavía queda la Balsa y la Isla Riker.'
Fue revelado más adelante en Civil War: Front Line que nunca había sido dirigida a cualquiera excepto supervillanos, y que los héroes presos no habrían sido liberados una vez que la guerra terminase.
En la historia War of Kings, la prisión de la Zona Negativa más tarde es atacada por Blastaar.

## Presos conocidos
Lo siguiente consta de reclusos que eran criminales o parte de la selección del Bando Anti-Registro de la Guerra Civil.
- Amo de las Marionetas
- Bisonte
- Capa y Puñal
- Chapucero
- Cóndor
- Dama Mortal
- Devos el Devastador
- Diablo
- Dreadface
- Esfinge
- Esqueleto Ki
- Fantasma Rojo y sus Super-Simios
- Gárgola Gris
- Hombre Dragón
- Hombre Gorila
- Hombre Molécula
- Hombre Topo
- Hydro-Man
- Iconoclast
- Jack Flag
- Kang el Conquistador
- Klaw
- Mago
- Mahkizmo
- Mandril
- Megaman
- Mente Suprema
- Merodeador
- Miek
- MODOK
- N'Kantu, la Momia Viviente
- Occulus
- Pensador
- Prodigio (Ritchie Gilmore)
- Psico-Man
- Puño de Hierro (haciéndose pasar por Daredevil)
- Robbie Baldwin
- Staak
- Stegron
- Supervisor
- Terrax
- Threska
- Trampero
- Typeface
- Ventisca

## En otros medios

### Televisión
- En Los Vengadores: los héroes más poderosos de la Tierra episodio "Se requiere más unidad", Iron Man mencionó que él ha estado trabajando con Míster Fantástico en la construcción de una prisión en la Zona Negativa para contener a los supervillanos fugados tras las fugas en masa en la Bóveda, el Cubo, la Casa Grande, y la Balsa. La Prisión Alfa de la Zona Negativa debuta en "El hombre que se robó el mañana." Todos los guardias son modelos Ultrón (que son los mismos que los Ultrón Sintezoides que fueron utilizados en la Casa Grande). Los reclusos conocidos en la Prisión Alfa de la Zona Negativa hasta ahora son Ventisca, Mandril, Kang el Conquistador, Láser Viviente, Barón Zemo, Abominación, Dínamo Carmesí, Verdugo, Mar-Vell, Ronan el Acusador, algunos soldados Kree, Líder, Hombre Radioactivo, Hombre Absorbente, 3 agentes de A.I.M., Veranke, y la mayoría de los Skrulls. Tras el incidente con Ultrón como se muestra en "La directriz de Ultrón," los Guardias Ultrón fueron reemplazados con Agentes de S.H.I.E.L.D.. En "Ataque a la 42," Annihilus conduce a su Ola Aniquiladora en un ataque contra la prisión 42, donde uno de sus miembros escapa con su alcaide. Debido a los números de la Ola Aniquiladora, los Vengadores tuvieron que liberar a algunos de los internos con el fin de repelerlos. Durante el ataque, la Ola Hombre Aniquiladora mató a Ventisca, el Hombre Radiactivo, Torbellino, y los 3 agentes de A.I.M.. Después de que Annihilus fue derrotado, los agentes de S.H.I.E.L.D.. del cambio de guardia llegan después.

### Videojuegos
- En Marvel: Ultimate Alliance 2, la Zona Negativa juega un papel importante. Contiene la "Prisión 42", la prisión para los héroes no registrados y los supervillanos controlados de nanocitos. Es el lugar donde el Pliegue se ha activado primero. Después de que el equipo del jugador se infiltra en la prisión para adquirir muestras de nanocitos que se pueden usar para elaborar una cura para el Pliegue, Nick Furia hace que la Prisión 42 se autodestruya para evitar que el Pliegue invada la Tierra cuando los intentos del Capitán América para causar una distracción accidentalmente liberan olas de superhumanos infectados del Pliegue. Una escena de noticias en cualquiera de los dos finales confirman la destrucción de la Prisión 42.